# Malpighia emarginata
Malpighia emarginata  er en tropisk frugtbusk. Frugten har et højt indhold af C-vitamin, og kaldes på engelsk acerola eller Barbados Cherry